# Кульчицькі
Кульчицькі — український православний шляхетський рід, що використовує шість гербів шляхетства: Гржимала, Костеша, Круцини, Кривда, Лис, Сас (Драґ). Найдавніші згадки, що підтверджують шляхетство роду, датуються 1479 роком (Кульчицькі), 1640 роком (Кульчицькі гербу Лис), 1782 роком (Кульчицькі гербу Сас) та 1787 роком (Кульчицькі гербу Круцини).

## Назва
Родова лінія Кульчицьких походить від села Кульчиць Самбірського району Львівської області. Через велику чисельність роду та їхнє розселення по різних місцевостях, прізвище зазнало змін. Спочатку у вигляді прізвиськ, а згодом, у вигляді прізвищ, набуло таких форм: Абрамович, Хапка, Хапка Тарасович, Цмайло, Дасевич, Дашинич, Дашинич Окопський, Гут, Гут Тарасович, Гнида, Гавич, Грицинич, Губ'як, Густ, Лановчак, Климович, Колодчак, Костик, Кульчицький, Макарович, Мелькович, Мелькович Тарасович, Окопський, Поливка, Пачко, Польнака, Ручка, Смук, Шелестович, Штокайло, Шумило, Шумило Тарасович, Сметанка, Сметанка Ручка, Тарасович, Тулюк, Вацинич, Васкович (Васькевич або Васькович), Волчек, тобто Волчко, Зигайло, Зигайло Смук.

## Історія роду
Кульчицькі належать до найбільш розгалужених шляхетських родів, чиї родові гнізда лежать на мальовничих пагорбах українського Прикарпаття. Від кількох власників села Кульчиці неподалік Самбора, які зафіксовані в джерелах початку XV століття, походить великий рід, з якого нині в самих лише Україні та Польщі проживає до 15 тисяч носіїв прізвища.
У XVIII і XIX століттях більша частина Кульчицьких належала до дрібної шляхти й мала, вочевидь, досить скромні можливості, проте своє місце в традиційній структурі суспільства вони добре пильнували. Так, наприкінці XVIII та впродовж XIX століть, тобто вже в монархії Габсбургів, понад триста Кульчицьких довели, згідно з вимогами законодавства, своє шляхетство. Також дуже багато членів цього роду за тих само часів було визнано в російському дворянстві на Волині, Київщині та Поділлі.

## Відомі представники
- Марко́ Жма́йло-Кульчицький ― гетьман реєстрового козацтва (1625), керівник селянсько-козацького повстання 1625 року;
- Кульчицький Юрій-Франц (1640 — 20 лютого 1694) — український шляхтич гербу Сас, перекладач та розвідник польського короля Яна Собеського, герой Віденської битви 1683 року. Згодом віденський підприємець, власник однієї з перших віденських кав'ярень.
- Петро (Порфирій) Кульчицький († 16 червня 1716) ― єпископ Української греко-католицької церкви; з 1703 року — єпископ пінський і турівський;
- Святий Інокентій (Кульчицький) (1681 — 27 листопада 1731) — український православний діяч УПЦ, Єпископ Іркутський і Нерчинський, перший єпископ Східного Сибіру. Ректор Московської слов'яно-греко-латинської академії;
- Франциск Ксаверій Кульчицький (1738 — 19 червня 1780) — львівський архітектор доби рококо і раннього класицизму;
- о. Йосиф Кульчицький (1804 — 3 грудня 1876) — український (руський) греко-католицький священник, громадський діяч. Посол Галицького сейму у 1870—1876 роках;
- Кульчицький Яків († 21 січня 1880) ― шляхтич, урядник, руський громадсько-політичний та освітній діяч. Шкільний інспектор до 1866-го, згодом секретар намісництва, з 1869 року дрогобицький староста. Посол до Галицького сейму;
- Кульчицький Теодор (1806 — серпень 1888) — греко-католицький священник, у молодості учасник польського листопадового повстання 1830—1831;
- Кульчицька Марія (1835–1872) — матір Івана Франка;
- Лев Ручка Сас Кульчицький (6 жовтня 1843 — 4 грудня 1909) — український адвокат, фотомитець, громадський діяч.
- Кульчицький Микола Костянтинович (16 січня 1856 — 30 січня 1925) — гістолог, ембріолог, вихованець, доцент (з 1883 р.) і професор (з 1889 р.) Харківського університету; професор Оксфордського університету (Велика Британія);
- Кульчицький Лесь Григорович (26 листопада 1859 — 21 листопада 1938) — український економіст, видавець, громадський діяч. Член Наукового товариства імені Тараса Шевченка. Хрещений батько доньки Івана Франка — Анни з Франків;
- Кульчицький Клим Григорович (1862–1932) — священник УГКЦ, релігійний і громадський діяч;
- Кульчицька Ольга-Меланія Львівна ()30 квітня 1873 — 29 березня 1940) — українська громадська діячка, майстриня декоративно-ужиткового мистецтва, килимарка, педагог;
- Кульчицька Олена Львівна (15 вересня 1877 — 8 березня 1967) — український графік, маляр, педагог. Народний художник УРСР (1956). Депутат Верховної Ради УРСР 3—4-го скликань. Автор понад 4 000 художніх творів;
- Кульчицький Клим — український правник, станиславівський повітовий комісар ЗУНР;
- Кульчицький Олександр Юліанович (8 лютого 1895 — 30 квітня 1980) — український філософ, психолог, соціолог, організатор вищої школи й науки, педагог, публіцист, громадський та культурно-освітній діяч української діаспори;
- Кульчицький Микола Леонідович (1 квітня 1906 — 24 лютого 1989) — радянський і український кінооператор. Заслужений діяч мистецтв УРСР (1983);
- Ґут-Кульчицький Роман Осипович (11 листопада 1907 — квітень 1945) — український письменник та пластун;
- Кульчицька-Пожарнюк Стефанія Василівна (13 січня 1912 — 3 листопада 1989) — майстриня декоративно-ужиткового мистецтва;
- Кульчицький Юрій Петрович (18 грудня 1912 — 25 січня 1993) — український художник і кераміст;
- Кульчицький Кость Кузьмович (нар. 1915) — український актор, знявся більш ніж в двадцяти фільмах;
- Кульчицький Михайло Валентинович (22 серпня 1919 — 19 січня 1943) — український російськомовний поет;
- Кульчицький Володимир Семенович (28 грудня 1919 — 24 липня 2009) — український правознавець-історик держави і права, доктор юридичних наук, професор, Заслужений юрист України, член-кореспондент Академії правових наук України, заслужений професор Львівського національного університету імені Івана Франка;
- Кульчицька Тетяна Володимирівна (10 лютого 1920 — 24 травня 1997) — радянський і український організатор кіновиробництва. Член Спілки кінематографістів України;
- Кульчицький Костянтин Іванович (9 липня 1922 — 18 листопада 1997) — український учений, лікар-морфолог, педагог, академік, засновник Національної академії педагогічних наук України, топографоанатом, доктор медичних наук, професор, Заслужений діяч науки і техніки УРСР, лауреат Державної премії України;
- Кульчицький Генріх Станіславович (2 грудня 1922 — 8 січня 2009) — український архітектор; почесний член Української академії архітектури з 1994 року;
- Кульчицька Зоя Григорівна (нар. 2 лютого 1932) — художниця, народний майстер України з нетрадиційного декоративного мистецтва, поетеса. Лауреат премії імені Іванни Блажкевич (2007), член літературного об'єднання при Національній спілці художників України;
- Кульчицький Станіслав Владиславович (нар. 10 січня 1937) ― доктор історичних наук, професор, в.о. головного наукового співробітника відділу історії України 20-30-х рр. ХХ ст. Інституту історії України Національної академії наук України. Автор численних досліджень з історії України XIX — початку XXI століть;
- Кульчицький Ігор Євстахович (нар. 13 серпня 1941) — український радянський футболіст, володар Кубка СРСР, майстер спорту СРСР;
- Кульчицький Михайло Йосипович (нар. 2 лютого 1949) — український художник, педагог, майстер декоративно-ужиткового і сакрального мистецтва. Член Національної спілки майстрів народного мистецтва України (2008). Заслужений майстер народної творчості (2016). Лавреат галузевих та церковних відзнак;
- Кульчицький Володимир Станіславович (25 липня 1949 — 18 лютого 2014) — учасник Революції гідності. Загинув на Майдані Незалежності в центрі Києва 18 лютого 2014 під час штурму спецпідрозділу «Беркут». Герой України;
- Кульчицький Олег Володимирович (нар. 9 березня 1958) — український музикант, заслужений артист України (1997), народний артист України (2018);
- Кульчицький Зіновій Йосипович (нар. 1 лютого 1963) — український спортсмен з гирьового спорту, чемпіон світу (2005), Заслужений тренер України;
- Кульчицький Сергій Петрович (17 грудня 1963 — 29 травня 2014) ― український військовий, генерал-майор. Загинув в російсько-українській війні. Герой України;
- Кульчицька Ольга Валеріївна (нар. 13 листопада 1971) — українська артистка театру і кіно, актриса Національного академічного театру російської драми імені Лесі Українки (Київ). Народна артистка України (2011);
- Кульчицька Тетяна Володимирівна (нар. 10 листопада 1976) — український педагог, учитель вищої категорії, учитель-методист. Заслужений вчитель України (2016);
- Кульчицька Марія Василівна (нар. 3 січня 1986) — українська журналістка, громадська активістка, волонтер.